# Cersot
Cersot é uma comuna francesa na região administrativa de Borgonha-Franco-Condado, no departamento de Saône-et-Loire. Estende-se por uma área de 6,02 km². Em 2010 a comuna tinha 142 habitantes (densidade: 23,6 hab./km²).